# John Thurloe

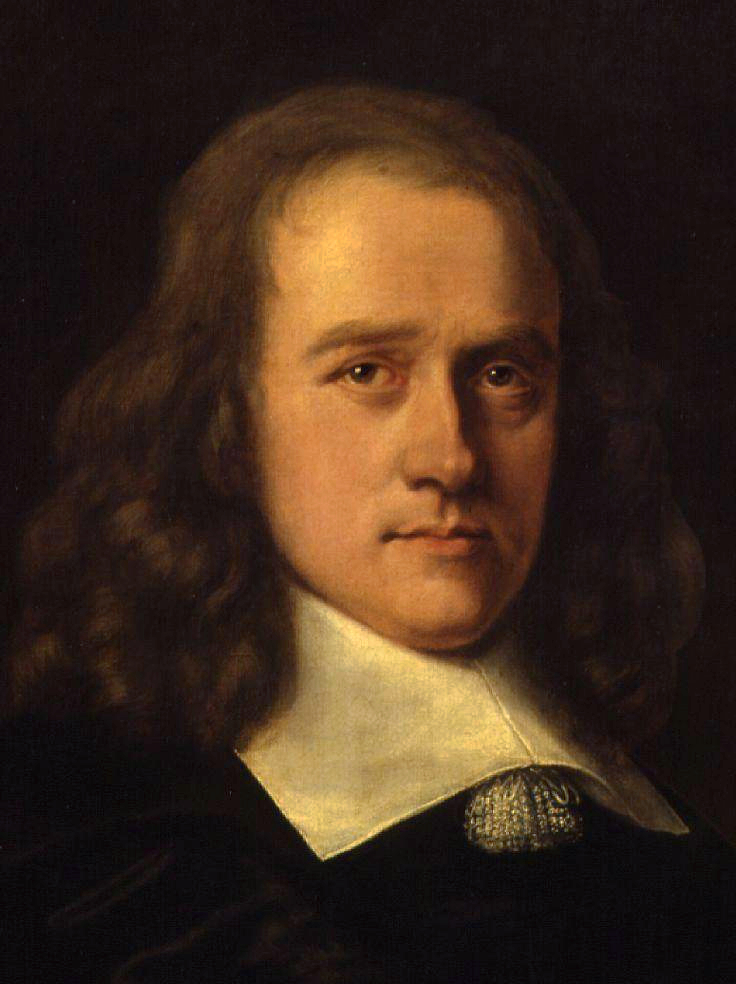
John Thurloe.

John Thurloe, född 1616, död den 21 februari 1668 i London, var en engelsk politiker.
Thurloe var sekreterare hos parlamentskommissarierna vid deras underhandlingar med Karl I i Uxbridge 1645 och ambassadsekreterare i Holland 1651 samt blev i mars 1652 sekreterare vid och troligen samtidigt medlem av Cromwells statsråd. 
Thurloe hade även ledningen av övervakandet av regeringens motståndare och ansågs bättre än någon annan vara initierad i sin samtids politiska hemligheter samt ägde i enastående grad Cromwells förtroende. 
Efter dennes död stödde han Richard Cromwell, och efter konungadömets återställande (1660) hölls han en kort tid häktad. Clarendon anlitade dock tid efter annan hans sakkunskap vid utrikesärendenas skötsel. 
Thurloe sammanförde en ytterst dyrbar samling aktstycken, nu förvarade i Bodleian Library i Oxford och i British museum, av vilka en del, rörande företrädesvis Englands historia under 1640- och 1650-talen, under titeln A collection of the state papers of John Thurloe 1742 utgavs av Thomas Birch i 7 volymer. 